# Eeva Park
Eeva Park (született: Eeva Hint; Tallinn, 1950. szeptember 9. –) észt író, költő, rádiójátékok szerzője.

## Élete

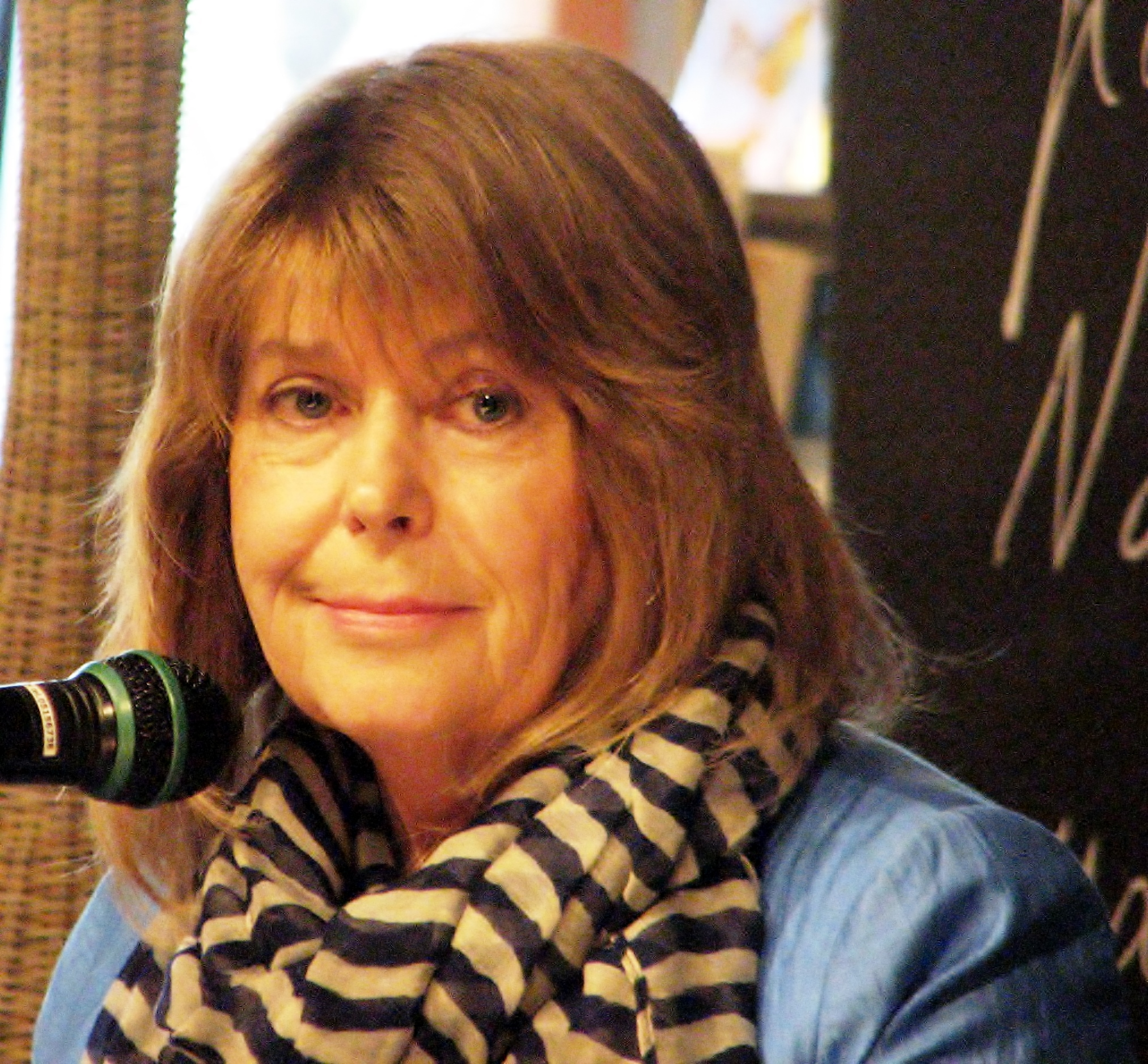
Eeva Park 2014-ben

1950-ben született, Aadu Hint és Minni Nurme írók lánya. A középiskolás évek után selyem- és porcelánfestőként, valamint levéltári asszisztensként dolgozott. 1983-ban költőként indult az irodalmi pályafutása, de hamarosan a próza felé fordult. Tolm yes Tuul regénye leírta szülei házasságának felbomlását. A történeteit erős társadalmi érzékenységgel alkotta, a regényei általában sötét felhangúak. Színdarabokat és novellákat is írt, 1993 óta tagja az Észt Írók Szövetségének. 1994-ben megkapta a Friedebert Tuglas Irodalmi Díjat. A legnagyobb figyelmet Lõks lõpmatuses (A végtelen csapdája) című regénye keltette, mely az emberkereskedelem témáját tárgyalta. A mű Eduard Vilde Irodalmi Díjban részesült.
2008-ban megkapta az Észt Kulturális Alapítvány Irodalmi Díját. Jelenleg Sakuban él. 

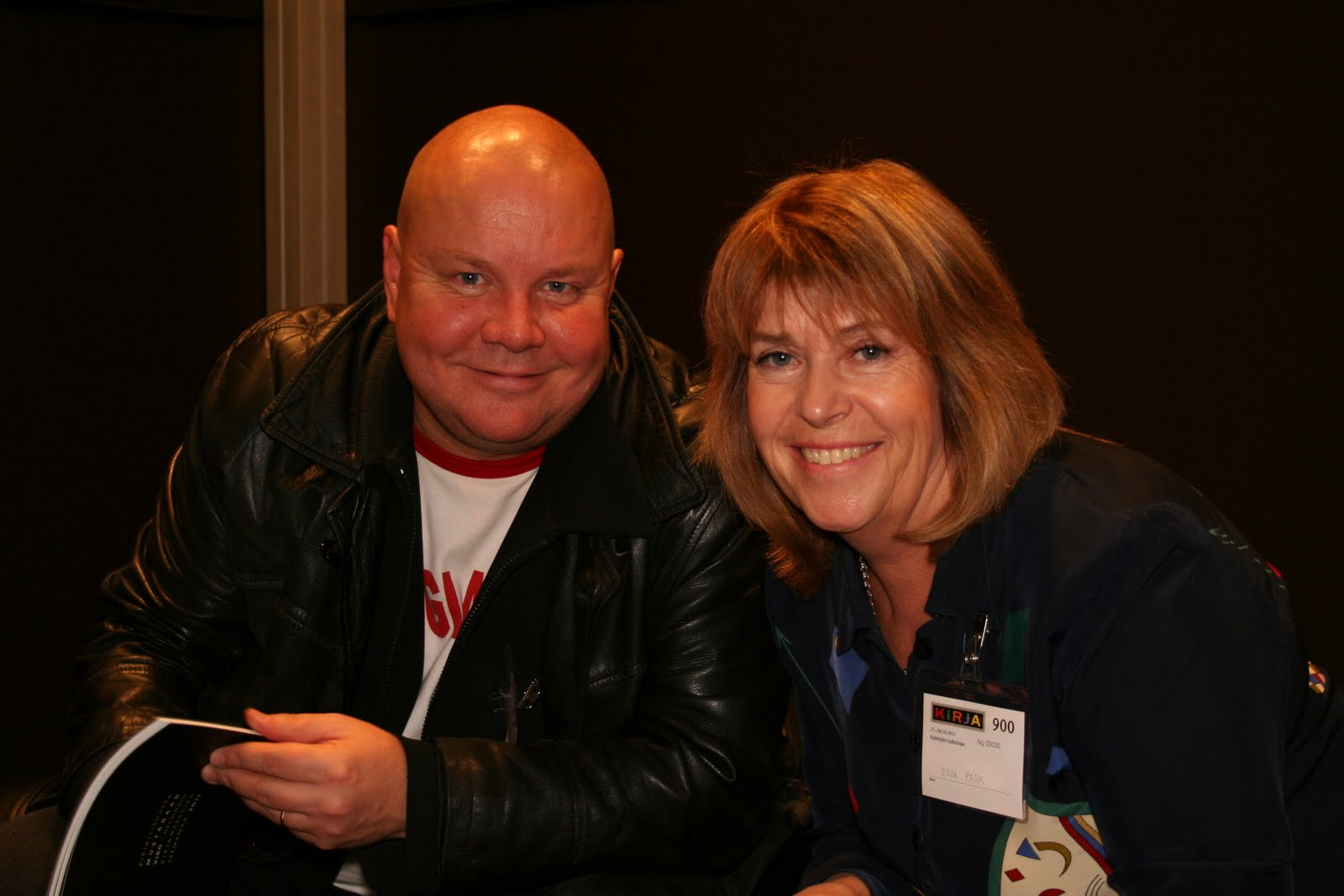
Tapani Kinnunen és Eeva Park a Helsinki Könyvvásáron 2011-ben

Eeva Park rendelkezik azzal a képességgel, hogy az élet legvigasztalanabb, leghétköznapibb oldalát is különös izzásban láttassa… Portrét fest, közvetít és ábrázol, de nem elemez. Gondosan megrajzolja a részleteket, és még a levegőt is kiszínezi körülöttük. Pengeéles novellái csendből építkeznek. Hézagok és szünetek vannak bennük, amelyek megtartják a szöveget. És hatnak az olvasóra – függetlenül attól, hogy a befejezetlenség, félbehagyottság illúzióját kelthetik. Az atmoszféra a fontos, nem a csattanó…

## Művei
- Mõrkjas tuul (versek, 1983) Gyengéd szél
- Hullu Hansu lugu (regény, 1988) Őrült Hans története
- Öö valgus (versek, 1990) Éjszakai fény
- Tolm yes tuul (regény, 1992)
- Mees, kes mäletas ELEVANT (novellák, 1994)
- Palveränd (dráma, 1996) Zarándoklat
- Naru õpilane (regény, 1998) Naru diákja
- Pääse karussellile (novellák, 2000) Szállj körbe
- Vaba long mine (versek, 2002) Ingyenes hosszú bánya
- Locomotives lõpmatuses (regény, 2003) Mozdonyok a végtelenben
- Homsed uudised (versek, 2005) A holnap hírei
- Absoluutne champions (novellák, 2006) Abszolút bajnokok

## Magyarul
- Breviárium (Észt Intézet–Pluralica, Budapest, 2013, fordította: Korencsi Krisztina, Kőhalmy Nóra, Patat Bence, Segesdi Móni, Tóth Viktória, illusztrálta: Asko Künnap) ISBN 9789638933652

## Fordítás
- Ez a szócikk részben vagy egészben  az   Eeva Park című angol Wikipédia-szócikk ezen változatának fordításán alapul.  Az eredeti cikk szerkesztőit annak laptörténete sorolja fel. Ez a jelzés csupán a megfogalmazás eredetét és a szerzői jogokat jelzi, nem szolgál a cikkben szereplő információk forrásmegjelöléseként.